# 7 Pułk Strzelców Pieszych
7 Pułk Strzelców Pieszych – polski pułk piechoty okresu Królestwa Polskiego.
Sformowany w początkach 26 maja 1831 z gwardzistów Gwardii Ruchomej województwa sandomierskiego.
5 czerwca 1831 dowódcą pułku został mjr Jan Pruszyński (dostał się później do niewoli).

## Bitwy i potyczki w 1831
Pułk brał udział w walkach w czasie powstania listopadowego.
- Odrowąż (12 sierpnia)
- Michałów (24 września).